# Oswald de Worcester
Pour les articles homonymes, voir Oswald.
Oswald de Worcester est un ecclésiastique anglo-saxon mort le 29 février 992.
D'origine danoise, Oswald est élevé par son oncle Oda, qui l'envoie en France pour y devenir moine à l'abbaye de Fleury. Il rentre en Angleterre peu avant la mort d'Oda et se place sous la protection de l'archevêque d'York Oscytel, un autre membre de sa famille. Il est nommé évêque de Worcester en 961, puis archevêque d'York en 972, tout en continuant à détenir le siège de Worcester.
Durant son épiscopat, Oswald applique les importantes réformes ecclésiastiques souhaitées par l'archevêque Dunstan de Cantorbéry. Il fonde plusieurs monastères, dont l'abbaye de Ramsey, et en réforme d'autres. Après sa mort, il est considéré comme l'un des saints de l'Église catholique et fait l'objet de plusieurs hagiographies.

## Jeunesse et formation

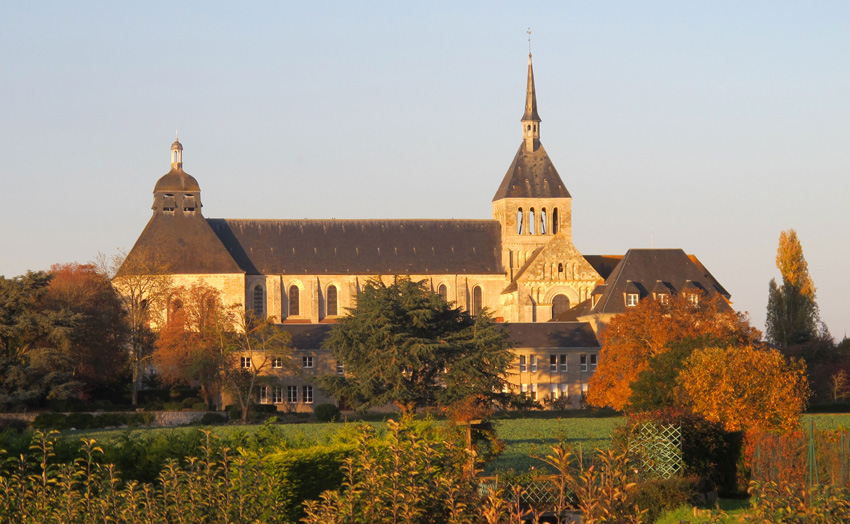
L'abbaye de Fleury à Saint-Benoît-sur-Loire.

Né dans famille d'origine danoise, Oswald est élevé par son oncle, l'archevêque Oda. Il est également apparenté au futur archevêque d'York Oscytel et au « cniht » (chevalier) Osulf, qui se voit attribuer un domaine après l'élévation d'Oswald au titre d'évêque de Worcester. Son précepteur est un poète franc au service d'Oda nommé Frithegod.
Oswald est initialement titulaire de la charge de doyen du chapitre de la cathédrale de Winchester, mais son oncle l'envoie vers 950 à l'abbaye de Fleury, en France, pour y devenir moine. Il est ordonné prêtre en 959. Pendant son séjour à Fleury, il fait la connaissance d'Osgar d'Abingdon (en) et de Germanus de Winchester. Ce passage par Fleury joue un rôle important dans la formation d'Oswald, et son influence se ressent notamment dans Regularis Concordia, le code monastique anglais publié en 970.

## Retour en Angleterre

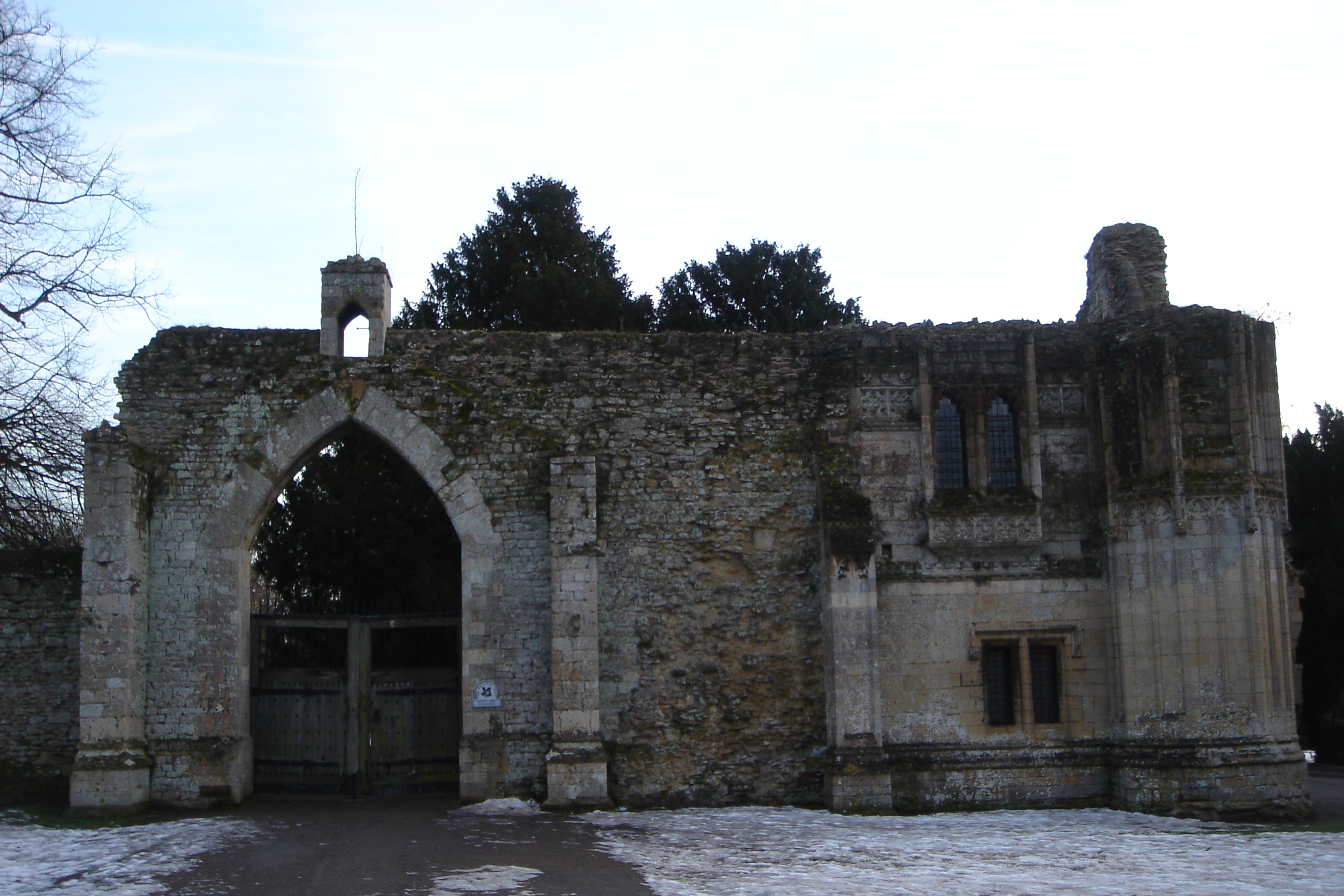
Les ruines de l'abbaye de Ramsey.

Oswald rentre en Angleterre en 958 à la demande de son oncle, qui meurt avant son arrivée. Il se place alors sous la protection d'un autre de ses parents, Oscytel, récemment nommé archevêque d'York. Son activité au service d'Oscytel attire l'attention de l'archevêque Dunstan de Cantorbéry, qui le sacre évêque de Worcester en 961.
Peu après sa consécration, Oswald fait venir Germanus en Angleterre et le nomme à la tête d'une petite communauté religieuse près de Westbury-on-Trym. Une fois ce groupe établi, Oswald souhaite prévenir de possibles difficultés de succession, dans la mesure où le monastère est situé sur les terres du diocèse de Worcester, et ses successeurs à la tête du diocèse pourraient donc menacer l'existence de la communauté de Westbury. Il fonde donc un nouveau monastère en 971 à Ramsey, dans le Huntingdonshire, sur des terres offertes par l'ealdorman Æthelwine d'Est-Anglie. Ce monastère, l'abbaye de Ramsey, devient la fondation la plus connue d'Oswald ; son église est consacrée en 974. Oswald invite Abbon de Fleury à venir y enseigner et offre à l'abbaye une Bible ouvragée, ainsi que des tapisseries et d'autres ouvrages tissés.
Oswald soutient Dunstan et Æthelwold, l'évêque de Winchester, dans leurs efforts pour débarrasser l’Église du sécularisme. Avec l'aide du roi Edgar, il contribue au retour à une règle monastique suivant les préceptes de la règle de saint Benoît. Ses méthodes diffèrent de celles d'Æthelwold, qui n'hésite pas à expulser de force le clergé séculier des églises pour le remplacer par des moines.
Oswald organise le territoire de son diocèse en hundreds, les oswaldslows (en), ce qui contribue à stabiliser les revenus ecclésiastiques. Il se rend fréquemment dans les monastères qu'il fonde et développe une réputation de père du peuple, même après son élection comme archevêque. C'est Oswald qui modifie la composition du chapitre de la cathédrale de Worcester, en remplaçant les prêtres par des moines, même si la méthode qu'il emploie n'est pas clairement établie. Selon une version, Oswald aurait adopté une approche à long terme, en établissant une nouvelle église monacale près de la cathédrale et en laissant les prêtres de la cathédrale officier jusqu'à ce que l'ordre monastique soit devenu suffisamment puissant pour prendre le contrôle de la cathédrale. Une autre version veut qu'Oswald ait au contraire choisi d'expulser de la cathédrale tous les membres du clergé qui refusaient de renoncer à leur épouse, pour les remplacer immédiatement par des moines. Oswald réforme également l'abbaye de Winchcombe, ainsi que des monastères comme le prieuré de Westbury (en), l'abbaye de Pershore et celle d'Evesham. Il est possible que des monastères soient également établis à Gloucester et à Deerhurst, mais les sources manquent pour attester de leurs dates exactes de fondation.

## Archevêque d'York

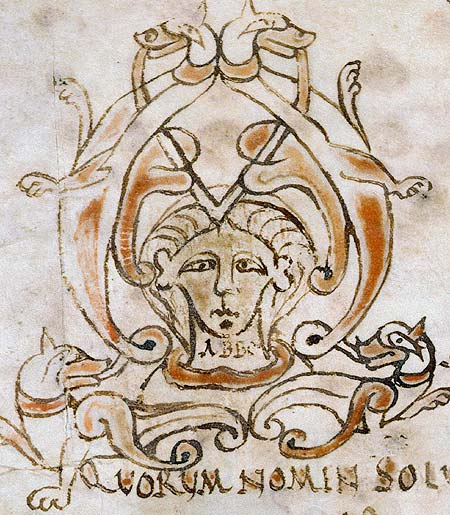
Portrait d'Abbon de Fleury dans un manuscrit contemporain.

En 972, Oswald est nommé archevêque d'York. Il se rend à Rome pour recevoir le pallium des mains du pape Jean XIII. Il est possible que ce voyage ait également été l'occasion pour lui de se rendre à la cour de l'empereur Otton au nom d'Edgar,. Même après être devenu archevêque, Oswald conserve le siège de Worcester. Les deux sièges continuent à être détenus en pluralité pendant le demi-siècle qui suit. Malgré son caractère illégal d'après le droit canon, cette association présente de nombreux avantages pour les archevêques : le diocèse de Worcester est beaucoup plus riche et paisible que celui d'York.
À la mort d'Edgar, en 975, l'ealdorman de Mercie Ælfhere disperse plusieurs communautés monastiques, dont certaines fondations d'Oswald. Ramsey demeure intacte, sans doute grâce à la protection de l'ealdorman d'Est-Anglie Æthelwine. Durant la querelle qui entoure la succession d'Edgar, Oswald apporte son soutien à Édouard le Martyr, alors qu'Ælfhere se range derrière son demi-frère cadet Æthelred,.
En 985, Oswald fait venir Abbon de Fleury à Ramsey pour participer à la fondation d'une école monastique. Abbon reste à Ramsey de 985 à 987 pour y enseigner le comput, c'est-à-dire la méthode de calcul de la date de Pâques, parfois utilisée également pour tenter de déterminer la date du Jugement dernier.
Il existe un manuscrit contenant une liste établie par Oswald pour relever les terres aliénées au diocèse d'York.

## Mort et sanctification
Oswald meurt le 29 février 992 à Worcester alors qu'il lave les pieds des pauvres, ce qu'il fait quotidiennement pendant le Carême. Il est inhumé dans l'église Sainte-Marie de Worcester. Il subsiste deux manuscrits qui ont probablement appartenu à Oswald et devaient lui servir pour ses dévotions quotidiennes : un psautier conservé à la British Library et un pontifical conservé à l’université de Cambridge.
Une Vie d'Oswald est écrite après sa mort, sans doute par Byrhtferth, un moine de l'abbaye de Ramsey. Plus tard, Eadmer écrit Vita sancti Oswaldi (« Vie de saint Oswald ») et Miracula sancti Oswaldi (« Miracles de saint Oswald ») à la demande du chapitre de Worcester. Il existe également une Vie écrite par Senatus, prieur de Worcester, et d'importantes indications biographiques se trouvent dans l'Historia Rameseiensis de Ramsey.
Peu après la mort d'Oswald, des miracles lui sont attribués au moment de ses funérailles et près de son tombeau. Dix ans après sa mort, ses restes sont transférés ailleurs dans la cathédrale. Oswald est vénéré comme saint de l’Église catholique. Il est fêté le 29 février, ou le 28 les années non bissextiles.